# Une jeunesse dorée
Pour plus de détails, voir Fiche technique et Distribution.
Une jeunesse dorée est un film dramatique franco-belge réalisé par Eva Ionesco et sorti en 2019. Pas totalement autobiographique, avec « une part de pure fiction », il est pourtant très directement inspiré des années passées par Eva Ionesco au Palace, au même titre que son film précédent, l'autofiction My Little Princess racontait son enfance ; ce film est donc une suite, seconde partie d'un trilogie prévue,. Eva Ionesco, alors âgée de treize ans, fait la connaissance au Palace de Christian Louboutin (joué par Nassim Guizani), Paquita Paquin, les sœurs Khelfa ou Vincent Darré (joué par Alain-Fabien Delon) ; si elle incorpore ses amis comme personnages, Eva Ionesco ne les nomme pas dans son film. C'est la première fois qu'un film est réalisé sur ce qui est alors, fin des années 1970, la discothèque la plus branchée de France. Fabrice Emaer et Alain Pacadis sont représentés dans ce film.

## Synopsis
L'histoire d'amour à Paris entre Rose l'adolescente orpheline sans argent, sortant de redressement, et Michel, peintre de six ans son ainé, durant les « années Palace » à la fin des années 1970. Ouverts aux expériences, ils font la connaissance d'un riche couple plus âgé, Lucille et Hubert, qui va les initier au libertinage. Si le couple de quinquagénaires reste manipulateur, Rose et Michel ne sont pourtant pas dupes. De son côté, Michel va faire connaitre à Rose aux nuits parisiennes, de fêtes en fêtes,,,.

## Fiche technique
- Titre : Une jeunesse dorée
- Réalisation : Eva Ionesco
- Scénario : Eva Ionesco et Simon Liberati
- Photographie : Agnès Godard
- Montage : Basile Belkhiri et Julien Dupré
- Musique :
- Décors : Katia Wyszkop
- Costumes : Marie Beltrami et Jürgen Doering
- Producteur : Marie-Jeanne Pascal et Mélita Toscan du Plantier
  - Coproducteur : Julien Rouch et Damien Couvreur
- Production : Macassar Productions
  - Coproduction : NJJ Entertainment, Diligence Films et Scope Pictures
- Distribution : Playtime et KMBO
- Pays d'origine :  France et  Belgique
- Genre : Drame
- Durée : 112 minutes
- Dates de sortie :
  -  France : 16 janvier 2019

## Distribution
- Isabelle Huppert : Lucille Wood
- Melvil Poupaud : Hubert Robert
- Galatéa Bellugi : Rose
- Lukas Ionesco : Michel
- Nassim Guizani : Yvan
- Alain-Fabien Delon : Adrien
- Hugo Dillon : Alain Pacadis
- Manal Issa : Razerka
- Jacky Nercessian : Aziz le majordome
- Benoit Solès : Fabrice Emaer
- Marc Citti : le directeur de l'internat

## Accueil

### Critiques
Le magazine Transfuge estime qu'avec ses deux longs-métrages, « Eva Ionesco a créé une nouvelle héroïne du cinéma français. »  Les Inrocks proclament qu'Une jeunesse dorée « rejoue avec passion et perversité les folles années Palace » , tout en soulignant « le génie du casting ».
Télérama met en avant « l'originalité de cette reconstitution bricolée, bringuebalante, où la cinéaste recouvre l'innocence d'une enfant. Elle assemble des éléments disparates pour en tirer un collage fétichiste, qui tend vers le conte ».
Pour L'Officiel, « Une jeunesse dorée peint, plus qu'une fresque mondaine, une nouvelle métamorphose d'Eva, une nouvelle réinvention de soi ».  
Le Monde, sans être tranché, apporte un avis globalement positif. 
Le Parisien trouve que « Une jeunesse dorée gâche sa capacité de fascination dans une direction d’acteurs trop approximative. » Le JDD sous-titre « un long métrage chic, hélas rattrapé par l'ennui » et précise que « l'intrigue parait malheureusement trop mince pour éviter les redites ». Paris Match note 2 sur 5, précisant que « les folles nuits parisiennes reconstituées ont un goût de carton-pâte et le badinage tourne en rond. » Libération parle d'un film avec « des intentions scénaristiques étouffées par le total manque de souffle de la mise en scène » et remarque « une grotesque caricature d’Alain Pacadis », ancien collaborateur de ce journal.